# Pescara Calcio 1991-1992
Questa voce raccoglie le informazioni riguardanti il Pescara Calcio nelle competizioni ufficiali della stagione 1991-1992.

## Stagione
Il presidente Pietro Scibilia, tornato a metà della stagione precedente alla guida del sodalizio biancazzurro, rilancia le velleità di Serie A e conferma sulla panchina Giovanni Galeone: il direttore sportivo Pierpaolo Marino opera sul mercato una quasi totale rivoluzione della rosa segnata dalla riduzione a soli 19 elementi come richiesto dall'allenatore e dagli arrivi di Rocco Pagano (di ritorno dopo la stagione trascorsa tra le file dell'Udinese), Frederic Massara, Orazio Sorbello e Massimiliano Allegri.
La squadra fin dalle prime giornate si posiziona in pianta stabile tra le prime 4 della classifica e guidata dal trio d'attacco Bivi-Massara-Pagano autori rispettivamente di 12, 8 e 10 gol arriva alla matematica promozione in massima serie con il 2-2 casalingo nel match contro l'Udinese: i biancazzurri terminano la stagione realizzando il maggior numero di vittorie (15) e di gol (58) così arrivando al 2º posto, preceduti solo dall'irraggiungibile Brescia guidato da Mircea Lucescu e dal capocannoniere Maurizio Ganz.

Edi Bivi, fra i protagonisti della promozione con 12 gol, qui in azione nel pokerissimo all' del 13 ottobre 1991.

Note stonate di stagione, per motivi differenti, sono le due trasferte in terra pugliese contro Lecce e Taranto. 
La partita del Via del Mare valida per la 9ª giornata viene rinviata a 10 minuti dall'inizio a causa dell'emorragia cerebrale patita dall'arbitro Alessandro Guidi di Bologna, poi uscito indenne dal malore, e successivamente recuperata l'8 gennaio 1992 con vittoria del Pescara per 3 a 1.
Alla penultima giornata i biancazzurri, già promossi in Serie A, cadono per 2 a 1 nella loro ultima partita esterna sul terreno di un Taranto pienamente coinvolto nella lotta per non retrocedere: nel corso dell'estate 1993 sul quotidiano locale abruzzese il Centro viene pubblicato il testo di una chiamata tra Galeone e Miriam Lebel, psicoterapeuta amica dell'allenatore, un discorso tenuto in linguaggio a tratti cifrato avente ad oggetto una presunta combine nella partita contro i rossoblù ionici.
La vicenda, passata alla storia poi come "la maga e il serpente", porta all'apertura di un'indagine federale conclusasi con il riconoscimento della responsabilità oggettiva del Pescara e relativa sanzione di 3 punti di penalizzazione dal scontare nella stagione 1993-1994: tra le squalifiche comminate ai soggetti ritenuti responsabili, oltre quelle per i calciatori Righetti, Camplone e Pagano, spiccano i 3 anni per il direttore Pierpaolo Marino e gli 8 mesi per Giovanni Galeone.

## Rosa
| N. |                   | Ruolo | Calciatore                 |
| -- | ----------------- | ----- | -------------------------- |
|    | Italia (bandiera) | P     | Alberto Torresin           |
|    | Italia (bandiera) | P     | Marco Savorani             |
|    | Italia (bandiera) | P     | Martino Cerea              |
|    | Italia (bandiera) | D     | Salvatore Alfieri          |
|    | Italia (bandiera) | D     | Andrea Camplone (capitano) |
|    | Italia (bandiera) | D     | Giacomo Di Cara            |
|    | Italia (bandiera) | D     | Salvatore Nobile           |
|    | Italia (bandiera) | D     | Ubaldo Righetti            |
|    | Italia (bandiera) | C     | Massimiliano Allegri       |
|    | Italia (bandiera) | C     | Giacomo Ceredi             |
|    | Italia (bandiera) | C     | Roberto Crisafulli         |

| N. |                   | Ruolo | Calciatore          |
| -- | ----------------- | ----- | ------------------- |
|    | Italia (bandiera) | C     | Matteo Bittini      |
|    | Italia (bandiera) | C     | Michele Gelsi       |
|    | Italia (bandiera) | C     | Stefano Impallomeni |
|    | Italia (bandiera) | C     | Nicolino Rosati     |
|    | Italia (bandiera) | A     | Edi Bivi            |
|    | Italia (bandiera) | A     | Frederic Massara    |
|    | Italia (bandiera) | A     | Antonio Martorella  |
|    | Italia (bandiera) | A     | Paolo Monelli       |
|    | Italia (bandiera) | A     | Rocco Pagano        |
|    | Italia (bandiera) | A     | Orazio Sorbello     |

## Risultati

### Serie B

#### Girone di andata
| Arbitro: | Arena (Ercolano) |

|                          |           |  |
| Bivi 41’, 72’ Pagano 51’ | Marcatori |  |

| Arbitro: | Fucci (Salerno) |

|  |           |          |
|  | Marcatori | 45’ Bivi |

| Arbitro: | Stafoggia (Pesaro) |

|                        |           |                 |
| Allegri 61’ Ceredi 64’ | Marcatori | 15’ Lantignotti |

| Messina 22 settembre 1991 4ª giornata | Messina             | 0 – 0 referto | Pescara | Stadio Giovanni Celeste\| Arbitro: \| Collina (Viareggio) \| |
| Arbitro:                              | Collina (Viareggio) |               |         |                                                              |

| Arbitro: | Cardona (Reggio Calabria) |

|            |           |  |
| Pagano 72’ | Marcatori |  |

| Arbitro: | Pezzella (Frattamaggiore) |

|                                 |           |  |
| Scarafoni 37’ (rig.) Chamot 90’ | Marcatori |  |

| Arbitro: | F. Baldas (Trieste) |

|                                                      |           |                 |
| Righetti 15’ Massara 21’, 52’ Allegri 48’ Pagano 69’ | Marcatori | 88’ Bertuccelli |

| Arbitro: | Merlino (Torre del Greco) |

|                  |           |  |
| Rizzolo 27’, 63’ | Marcatori |  |

| Arbitro: | Quartuccio (Torre Annunziata) |

|              |           |                           |
| Baldieri 86’ | Marcatori | 54’, 84’ Bivi 70’ Massara |

| Arbitro: | Roma |

|            |           |              |
| Pagano 59’ | Marcatori | 42’ Fioretti |

| Arbitro: | Fabricatore (Roma) |

|                               |           |                        |
| B. Carbone 25’ Campilongo 76’ | Marcatori | 46’ Massara 73’ Ceredi |

| Arbitro: | Collina (Viareggio) |

|           |           |          |
| Gelsi 85’ | Marcatori | 75’ Ganz |

| Arbitro: | Beschin (Legnago) |

|            |           |                  |
| Détári 47’ | Marcatori | 60’ (aut.) Villa |

| Arbitro: | Ceccarini (Livorno) |

|                 |           |                             |
| Nobile 15’, 89’ | Marcatori | 2’ Tovalieri 71’ Bertarelli |

| Arbitro: | Chiesa (Milano) |

|             |           |              |
| Biagioni 8’ | Marcatori | 62’ Sorbello |

| Arbitro: | Sguizzato (Verona) |

|           |           |              |
| Gelsi 12’ | Marcatori | 57’ De Falco |

| Arbitro: | Amendolia (Messina) |

|                |           |          |
| Balbo 61’, 86’ | Marcatori | 39’ Bivi |

| Arbitro: | Boemo (Cervignano del Friuli) |

|          |           |              |
| Bivi 86’ | Marcatori | 77’ Brunetti |

| Arbitro: | Boggi (Agropoli) |

|                         |           |  |
| Longhi 30’ Montrone 89’ | Marcatori |  |

#### Girone di ritorno
| Arbitro: | Rosica (Roma) |

|                      |           |  |
| Monza 40’ Caruso 76’ | Marcatori |  |

| Pescara 2 febbraio 1992 21ª giornata | Pescara           | 0 – 0 referto | Lucchese | Stadio Adriatico\| Arbitro: \| Mughetti (Cesena) \| |
| Arbitro:                             | Mughetti (Cesena) |               |          |                                                     |

| Arbitro: | Arena (Ercolano) |

|  |           |            |
|  | Marcatori | 66’ Pagano |

| Arbitro: | Brignoccioli (Ancona) |

|           |           |  |
| Gelsi 90’ | Marcatori |  |

| Arbitro: | Conocchiari (Macerata) |

|                  |           |                       |
| Poggi 56’ (rig.) | Marcatori | 33’ Pagano 45’ Dicara |

| Arbitro: | Bazzoli (Merano) |

|            |           |              |
| Dicara 45’ | Marcatori | 32’ Ferrante |

| Arbitro: | Rosica (Roma) |

|              |           |            |
| Esposito 49’ | Marcatori | 21’ Ceredi |

| Arbitro: | Mughetti (Cesena) |

|                        |           |             |
| Pagano 19’ Allegri 49’ | Marcatori | 67’ Rizzolo |

| Arbitro: | Conocchiari (Macerata) |

|                         |           |  |
| Righetti 43’ Pagano 85’ | Marcatori |  |

| Arbitro: | Bettin (Padova) |

|                         |           |                         |
| Madonna 8’ Fioretti 69’ | Marcatori | 22’ Pagano 61’ Sorbello |

| Arbitro: | Scaramuzza (Mestre) |

|                                                            |           |                          |
| Sorbello 53’ Volpecina 55’ (aut.) Ferretti 58’ Allegri 77’ | Marcatori | 60’ Piccinno 90’ Carbone |

| Arbitro: | Felicani (Bologna) |

|                       |           |  |
| Domini 58’ Giunta 61’ | Marcatori |  |

| Arbitro: | Cesari (Genova) |

|                                                |           |  |
| Gelsi 26’ Massara 47’ Bivi 61’, 78’ Pagano 90’ | Marcatori |  |

| Arbitro: | Pezzella (Frattamaggiore) |

|                                 |           |                       |
| Ermini 34’ Tovalieri 82’ (rig.) | Marcatori | 45’ Bivi 88’ Sorbello |

| Arbitro: | Ceccarini (Livorno) |

|                          |           |             |
| Nobile 49’, 86’ Bivi 50’ | Marcatori | 89’ Marulla |

| Arbitro: | Lanese (Messina) |

|               |           |                     |
| Ravanelli 43’ | Marcatori | 7’ Bivi 41’ Massara |

| Arbitro: | Collina (Viareggio) |

|                        |           |                      |
| Dicara 30’ Massara 62’ | Marcatori | 35’ Mattei 73’ Nappi |

| Arbitro: | Bazzoli (Merano) |

|                 |           |                |
| Lorenzo 7’, 13’ | Marcatori | 79’ Martorella |

| Arbitro: | Quartuccio (Torre Annunziata) |

|              |           |              |
| Ferretti 37’ | Marcatori | 31’ Montrone |

### Coppa Italia
| Arbitro: | Boemo (Cervignano del Friuli) |

|                          |           |  |
| Bonometti 7’ Saurini 50’ | Marcatori |  |

| Arbitro: | Merlino (Torre del Greco) |

|             |           |  |
| Allegri 56’ | Marcatori |  |

## Statistiche

### Statistiche di squadra
| Competizione | Punti       | In casa | In casa | In casa | In casa | In casa | In casa | In trasferta | In trasferta | In trasferta | In trasferta | In trasferta | In trasferta | Totale | Totale | Totale | Totale | Totale | Totale | DR  |
| Competizione | Punti       | G       | V       | N       | P       | Gf      | Gs      | G            | V            | N            | P            | Gf           | Gs           | G      | V      | N      | P      | Gf     | Gs     | DR  |
| ------------ | ----------- | ------- | ------- | ------- | ------- | ------- | ------- | ------------ | ------------ | ------------ | ------------ | ------------ | ------------ | ------ | ------ | ------ | ------ | ------ | ------ | --- |
| Serie B      | 46          | 19      | 10      | 9       | 0       | 38      | 17      | 19           | 5            | 7            | 7            | 20           | 26           | 38     | 15     | 16     | 7      | 58     | 43     | +15 |
| Coppa Italia | Primo turno | 1       | 1       | 0       | 0       | 1       | 0       | 1            | 0            | 0            | 1            | 0            | 2            | 2      | 1      | 0      | 1      | 1      | 2      | -1  |
| Totale       | 46          | 20      | 11      | 9       | 0       | 39      | 17      | 20           | 5            | 7            | 8            | 20           | 28           | 40     | 16     | 16     | 8      | 59     | 45     | +14 |